# Лукаревац
Лукаревац (рум. Lucareţ) је село у општини Брестовац, која припада округу Тимиш у Румунији. Насеље је значајно по присутној српској националној мањини у Румунији.

## Положај насеља
Село Лукаревац се налази у источном, румунском Банату, веома далеко од српске границе (преко 100 km). Ова област је позната као Банатска Црна Гора. Ово је најдубље смештено насеље са српском заједницом у целој Румунији. Село се налази у горњем току Тамиша, 40 km источно од Темишвара ка Лугошу. Сеоски атар је брежуљкастог карактера.

## Историја
Ово насеље се први пут помиње 1492. године, када га српска породица племића Радић даје неком у закуп. И настанак цркве се везује за земљопоседнике Радиће, који су своју судбину везали за Лукаревац. После 1717. године ту долази велика група досељеника Срба из Црне Горе, која се сместила у Старом селу.
Аустријски царски ревизор Ерлер је 1774. године констатовао да место "Лукарец" припада Лунгошком округу, Лугошког дистрикта. Становништво је тада било претежно влашко. Парохија је основана 1779. године (или 1788?) и од тад се воде матичне књиге крштених. Матице венчаних су заведене 1802. године, а умрлих 1797. године. Када је 1797. године пописан православни клир ту је само један свештеник. Парох поп Марко Свирац (рукоп. 1787) службује само на румунском језику(?). По "Румунској енциклопедији" село је вековима задржало српски карактер. Место 1802. године купују српске спахије Јанковић и Ђорђе Докторовић.
Једини парох 1846. године је поп Вићентије Јовановић (1844-1847). По државном попису православног клира у Угарској 1846. године у месту "Лукарец" (та верзија имена) било је 321 становник православни. Црквени попис 1865. године у месту бележи 318 Срба, и две парохије - прве и шесте класе. Између два црквена пописа, 1847. и 1867. године број православних житеља у месту је зачудо остао исти - 321.
Године 1905. Лукаревац је мала политичка општина у Темешрекашком срезу. Тада у њему живи 607 становника у 90 домова. Највише је православаца Срба којих има 362 или 60%, са 50 кућа. Од српских јавних здања ту су православна црква и народна школа. Село је без ПТТ комуникација. У међуратном времену број Срба је знатно опао; део се одселио у Рекаш, Лугош и Темишвар, а део је асимилован (порумуњен).

## Црква
По протопрезвитерском извештају са краја 1891. године, у "Лукаревцима" је једна црква са једним свештеником. У српској православној парохији живи 291 житељ, у 60 српских домова. Због тешког материјалног стања 1896. године је постављена нова црквена општина у парохији. Српска православна црквена општина је организована у месту, скупштина је редовна 1905. године, под председништвом Константина Чолака. Православна парохија је најниже шесте платежне класе, има парохијски дом и парохијску сесију од 33 кј. Епархијске власти су наредиле 1907. године да се у лукаревачкој цркви "само на словенском језику служба служити". Константин Чолаковић служио је већ 12 година у месту, и био свештеник администратор 1905-1907. године.
Црква посвећена празнику св. великомученика Георгија, је изгледа подигнута пре 1742. године, и то је данас једина српска црква брвнара у Румунији. По српском извору из 1905. године црква је грађена 1744. године. Олтарска преграда је начињена од дасака, па омалтерисана. По темплу су окачене појединачне иконе разних иконописаца. Царске двери са представом Благовести су оригиналне и потичу из 18. века. До 1947. године била је покривена шиндром, а од тада црепом. У поду храма су видљива три гробна места, вероватно од побожне породице Агора Гала, која је у 19. веку поклонила цркви 32 јутра земље. Године 1894. председник лукаревачке црквене општине је био Јосиф Гал. Почетком 20. века постоји српско православно гробље, а црквено-општински иметак износи 40 кј. земље.

## Школа
Школа је 1846. године имала само седам ученика, којима је предавао учитељ Абрахам Томеску. У месној православној школи 1857. године било је упражњено место учитеља, са платом 170 ф. Гаврило Ђорђевић је 1867. био учитељ у Лукаревцу. Изнемогли стари учитељ, тада на служби у Лукаревцу, Петар Адамовић је послат 1884. године у мировину, са припадајућом пензијом од 100 ф. На конкурсу 1889. године нико се није пријавио за учитеља. Ангажован је накнадно учитељ Ђорђе Маринковић до 1891. године. Плата учитеља који је морао знати српски и румунски језик, је по конкурсу 1894. године достигла 300 ф, да 1898. године спала на 166 ф. Од тада се у тој мешовитој школи, тражи као битан услов да је кандидат положио испит из мађарског језика. Своје учитељско место је заузео М. Стојин 1899. године. Председник Школског одбора био је 1905. године поп Константин Чолак, такође и школски управитељ. Конкурс за учитеља 1906. године нуди плату учитељску од 500 круна. Број школске деце: њих 59 похађа редовну наставу, а 28 старијег узраста иде у пофторну школу. Јован Драгин учитељ заменио је 1907. године Зорку Аћимовић родом из Вршца (ту 1905). Као привремена, док се не распише нови конкурс, постављена је 1908. године учитељица Гордана Костићева.

## Становништво
Крајем 1891. године у месту је живело 291 Србин, у равно 60 домова. По последњем попису из 2002. године село Лукаревац имало је 123 становника. Последњих деценија број становника опада.
Село је једно од малобројних насеља која су задржала велики постотак Срба у источном, румунском Банату, чему је вероватно допринела удаљеност од границе, због чега није насељавано Румунима (као српска села до границе са Србијом). Национални састав на појединим пописима био је следећи:
| Година пописа | 1910. год.  | 1992. год. | 2002. год. |
| Укупно ст.    | 517         | 104        | 123        |
| Срби          | 338 (65,4%) | 30 (28,8%) | 41 (33,3%) |
| Румуни        | 52 (10,1%)  | 67 (64,4%) | 77 (62,6%) |
| Мађари        | 67 (13,0%)  | 2 (1,9%)   | 1 (0,8%)   |
| остали        | 60 (11,6%)  | 5 (4,2%)   | 4 (3,3%)   |